# Roony Bardghji
Roony Bardghji (em árabe: روني بردغجي; Kuwait, 15 de novembro de 2005) é um futebolista sueco nascido no Kuwait que atua como ponta-direita. Atualmente, defende o Barcelona. 

## Infância
Bardghji nasceu no Kuwait em uma família síria vinda de Alepo. Ele se mudou para Kallinge, na Suécia, quando tinha 6 anos em busca de melhores oportunidades.

## Carreira
Chegando à Suécia em 2012, Bardghji jogou pelas categorias de base do Kallinge SK, Rödeby AIF e do Malmö.

### Copenhague
Em 2020, ele se transferiu para o Copenhague. Em 21 de novembro de 2021, Roony fez sua estreia pela equipe principal do Copenhague na partida contra o AGF, pela Superliga Dinamarquesa, se tornando assim o jogador mais jovem a atuar pelo clube, com 16 anos e 6 dias, quebrando o recorde que pertencia anteriormente a Kenneth Zohore. Sete dias depois, ele marcou seu primeiro gol com a camisa do Copenhague, na vitória por 3–1 contra o AaB.
Em 25 de outubro de 2022, Bardghji fez sua estreia na Liga dos Campeões da UEFA, saindo do banco aos 62 minutos, na derrota por 3 a 0 contra o Sevilla. Em 7 de janeiro de 2023, renovou seu contrato com o clube dinamarquês, válido até dezembro de 2025.
Em 8 de novembro de 2023, Bardghji marcou o primeiro gol de sua carreira na Liga dos Campeões - sendo o gol da vitória aos 87 minutos, na vitória por 4 a 3 sobre o Manchester United. Em maio de 2024, ele sofreu uma grave lesão no joelho durante um treinamento que o deixaria afastado por 11 meses. Após uma ausência de 334 dias, Roony retornou aos gramados em 31 de março de 2025, saindo do banco de reservas na vitória por 1 a 0 sobre o Randers.

### Barcelona
Em 14 de julho de 2025, o Barcelona anunciou a contratação de Roony Bardghji. O contrato do sueco com o clube catalão terá validade até junho de 2029. Bardghji fez sua estreia, e marcou seu primeiro gol, com a camisa Blaugrana no dia 27 de julho de 2025, no amistoso em que o Barcelona venceu o Vissel Kobe, do Japão, por 3 a 1.

## Carreira internacional
Bardghji estreou internacionalmente pela Seleção Sueca sub-17 no dia 7 de agosto de 2021. Roony também atuou pela Seleção Sueca sub-21, fazendo sua estreia no dia 2 de junho de 2022.

## Estatísticas na carreira
- Atualizado até 1 de maio de 2025[17]

| Clube             | Temporada         | Liga                   | Liga  | Liga | Copa da Dinamarca | Copa da Dinamarca | Europa | Europa | Outros | Outros | Total | Total |
| Clube             | Temporada         | Divisão                | Jogos | Gols | Jogos             | Gols              | Jogos  | Gols   | Jogos  | Gols   | Jogos | Gols  |
| ----------------- | ----------------- | ---------------------- | ----- | ---- | ----------------- | ----------------- | ------ | ------ | ------ | ------ | ----- | ----- |
| Copenhagen        | 2021–22           | Superliga Dinamarquesa | 13    | 2    | 0                 | 0                 | 2      | 0      | —      | —      | 15    | 2     |
| Copenhagen        | 2022–23           | Superliga Dinamarquesa | 19    | 3    | 6                 | 0                 | 2      | 0      | —      | —      | 27    | 3     |
| Copenhagen        | 2023–24           | Superliga Dinamarquesa | 23    | 7    | 4                 | 2                 | 9      | 1      | —      | —      | 36    | 10    |
| Copenhagen        | 2024–25           | Superliga Dinamarquesa | 5     | 0    | 1                 | 0                 | 0      | 0      | —      | —      | 6     | 0     |
| Total na Carreira | Total na Carreira | Total na Carreira      | 60    | 12   | 11                | 2                 | 13     | 1      | 0      | 0      | 84    | 15    |

## Títulos
Copenhague
- Superliga Dinamarquesa: 2021–22,[18] 2022–23,[19] 2024–25[20]
- Copa da Dinamarca: 2022–23[21] 2024–25[22]

Individual
- Seleção do Mês da Superliga: Agosto de 2023,[23] Setembro de 2023[24]

## Links externos
- «Perfil de Roony Bardghji». em Soccerway